# Nicole Beumer
Nicole Beumer (Amsterdam, 20 maart 1965) is een voormalig Nederlands kampioene squash (1992) en van 1989 tot 1999 lid van het Nederlands Squashteam. Tijdens haar internationale carrière heeft zij de 18e plek op de wereldranglijst behaald. Aan het einde van haar professionele squashcarrière ging zij studeren aan de Kunstacademie te Amsterdam (Wackers).
In 2007 trad ze in dienst van de Squash Bond Nederland als bondscoach van het Nederlands squashteam dames. Met de Nederlandse selectie bereidt zij zich voor op Europese en Wereldkampioenschappen. Tijdens het Europees kampioenschap teams in Amsterdam 2008   en Malmö Zweden (2009) veroverde het Nederlands damesteam de zilveren medaille. In mei 2009 verovert Nederland de Europese titel (Natalie Grinham) tijdens het European Championship Individual 2009. Vanessa Atkinson won hier de zilveren medaille voor Nederland. Nederland wint het EK in mei 2010 in Aix en Provence, Frankrijk.  Een historische zege op Engeland in de halve finales die voor de eerste keer in 32 jaar de titel moet afstaan. Nederland verslaat Frankrijk in de finale en wordt voor de eerste keer in de geschiedenis Europees Kampioen. 
Naast haar werkzaamheden als bondscoach heeft Nicole Beumer een organisatie opgericht dat in samenwerking met sportkampioenen en sprekers sportieve events organiseert voor het bedrijfsleven.